# Filippo Zaniberti

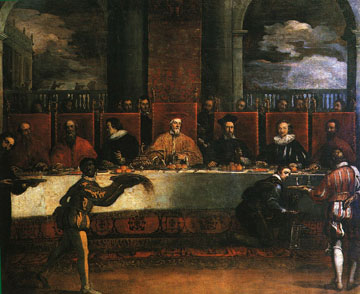
Filippo Zaniberti, Banchetto di stato del Doge Giovanni Corner, Gallerie dell'Accademia, Venezia.

Filippo Zaniberti (Brescia, 1585 – 1636) è stato un pittore italiano.

## Biografia
Si forma a Venezia nella bottega di Sante Peranda e la sua carriera artistica si svilupperà principalmente in questa città. La sua arte è da ascrivere al manierismo, periodo intermedio tra arte rinascimentale e barocco. Il suo stile si rifà in particolare a quello di Paolo Veronese.
A Zaniberti era ascritto in passato un dipinto raffigurante San Pietro nella chiesa dei Santi Faustino e Giovita a Brescia, oggi invece attribuita con sicurezza a Gian Giacomo Barbelli.